# Liste der denkmalgeschützten Objekte in Hohenberg (Niederösterreich)
Die Liste der denkmalgeschützten Objekte in Hohenberg enthält die 11 denkmalgeschützten, unbeweglichen Objekte der Gemeinde Hohenberg im niederösterreichischen Bezirk Lilienfeld.

## Denkmäler
| Foto  |                 | Denkmal | Standort                                          | Beschreibung | Metadaten |
| ----- | --------------- | --- | ------------------------------------------------- | --- | --- |
| ja    | Datei hochladen | Aufnahmsgebäude Hohenberg HERIS-ID: 27777 Objekt-ID: 24320                                                             | Bahnhofgasse 8 Standort KG: Hohenberg             | Das eingeschoßige Aufnahmsgebäude ist ein steinsichtiger Bau mit Zwerchgiebel von 1892 mit Brückenwaage. Daneben steht ein kleiner erneuerter Holzbau, bezeichnet mit 1889 und 1922. | BDA-Hist.: Q37913586 Status: Bescheid Stand der BDA-Liste: 2025-06-30 Name: Aufnahmsgebäude Hohenberg GstNr.: .164 Aufnahmsgebäude Bahnhof Hohenberg                                     |
| ja    | Datei hochladen | Anlage Landhaus Bergerhöhe HERIS-ID: 27784 Objekt-ID: 24327seit 2014                                                   | Bergerhöhe 1 Standort KG: Hohenberg               | 1899 ließ Paul Wittgenstein das bereits bestehende Bauernhaus von dem Architekten Josef Hoffmann umgestalten und einrichten. | BDA-Hist.: Q37913643 Status: Bescheid Stand der BDA-Liste: 2025-06-30 Name: Anlage Landhaus Bergerhöhe GstNr.: .85, 930 Landhaus Bergerhöhe, Hohenberg, Lower Austria                    |
| ja    | Datei hochladen | Burgruine Hohenberg HERIS-ID: 27770 Objekt-ID: 24312                                                                   | Hohenberg Standort KG: Hohenberg                  | Die Burg Hohenberg wurde im 13. Jahrhundert errichtet. 2005–2007 wurden die Reste der Ruine gesichert und für die Öffentlichkeit zugänglich gemacht. | BDA-Hist.: Q547691 Status: Bescheid Stand der BDA-Liste: 2025-06-30 Name: Burgruine Hohenberg GstNr.: 335/1 Ruine Hohenberg                                                              |
| ja    | Datei hochladen | Kath. Pfarrkirche hl. Jakobus der Ältere HERIS-ID: 27771 Objekt-ID: 24313                                              | gegenüber Markt 6 Standort KG: Hohenberg          | Die schlichte frühbarocke Saalkirche mit gerade schließendem Chor im Westen und Dachreiter wurde um 1630 errichtet, der Dachreiter 1891 erneuert und die Südkapelle 1980 zugebaut. Die Pfarre Hohenberg entstand 1325 durch Abspaltung von der Pfarre St. Aegyd am Neuwalde. | BDA-Hist.: Q37913498 Status: § 2a Stand der BDA-Liste: 2025-06-30 Name: Kath. Pfarrkirche hl. Jakobus der Ältere GstNr.: .2 Pfarrkirche Hohenberg                                        |
| ja    | Datei hochladen | Figurenbildstock hl. Felix HERIS-ID: 27772 Objekt-ID: 24314                                                            | Markt 1, in der Nähe Standort KG: Hohenberg       | Barocke Statue hl. Felix von Cantalice, am Sockel Wappen der Grafen Hoyos (Stifter Philipp Josef Innocenz von Hoyos (1695–1762)), bezeichnet mit J. Blahl und 1849 (Restaurierungsdatum ?). | BDA-Hist.: Q37913518 Status: § 2a Stand der BDA-Liste: 2025-06-30 Name: Figurenbildstock hl. Felix GstNr.: .2 Hl. Felix (Hohenberg, Niederösterreich)                                    |
| ja    | Datei hochladen | Ehem. Herrschaftshaus, ehem. Postgebäude HERIS-ID: 27774 Objekt-ID: 24316seit 2013                                     | Markt 5 Standort KG: Hohenberg                    | | BDA-Hist.: Q37913553 Status: Bescheid Stand der BDA-Liste: 2025-06-30 Name: Ehem. Herrschaftshaus, ehem. Postgebäude GstNr.: 18/2 Markt 5, Hohenberg                                     |
| ja    | Datei hochladen | Wohnhaus HERIS-ID: 27778 Objekt-ID: 24321                                                                              | Markt 7 Standort KG: Hohenberg                    | Pensionshaus der St. Egydy und Kindberger Eisen- und Stahlindustrie. Zwei durch Verbindungsbau aus der 2. Hälfte des 20. Jahrhunderts verbundene parallel angelegte zweigeschoßige Fachwerkbauten unter Satteldächern. 1869 durch Anton Fischer Ritter von Ankern gestiftet. | BDA-Hist.: Q37913607 Status: § 2a Stand der BDA-Liste: 2025-06-30 Name: Wohnhaus GstNr.: 20 Hohenberg, Markt 7                                                                           |
| ja    | Datei hochladen | Wohnhaus „Beim Schwarzen Bären“ mit Nebengebäude HERIS-ID: 27773 Objekt-ID: 24315                                      | Markt 20 Standort KG: Hohenberg                   | Ein zweigeschoßiges Hammerherrenhaus unter Mansarddach. 1604 unter dem Hammerherrn Thoman Schwaiger erbaut, schlichter Fassade mit Rundbogenportal in gequaderter Rahmung mit Masken und Volutengiebel mit Reliefdarstellung eines dudelsackspielenden Bären (bezeichnet 1604). | BDA-Hist.: Q37913534 Status: Bescheid Stand der BDA-Liste: 2025-06-30 Name: Wohnhaus „Beim Schwarzen Bären“ mit Nebengebäude GstNr.: .19/1 Wohnhaus beim schwarzen Bären, Hohenberg      |
| ja BW | Datei hochladen | Kaiser Jubiläums Elektrizitätswerk HERIS-ID: 27782 Objekt-ID: 24325seit 2019                                           | Obere Hauptstraße 17 Standort KG: Hohenberg       | Das Elektrizitätswerk wurde 1908 bis 1909 errichtet und erhielt zu Ehren des 60-jährigen Regierungsjubiläums des Monarchen den Namen Kaiser Franz Josefs-Jubiläums-Elektricitätswerk. | BDA-Hist.: Q105643110 Status: Bescheid Stand der BDA-Liste: 2025-06-30 Name: Kaiser Jubiläums Elektrizitätswerk GstNr.: .236, 1091                                                       |
| ja    | Datei hochladen | Personalwohnhaus und Kanzleigebäude der Wittgenstein'schen Forstverwaltung HERIS-ID: 111848 Objekt-ID: 129862seit 2013 | Untere Hauptstraße 4 Standort KG: Hohenberg       | | BDA-Hist.: Q37827136 Status: Bescheid Stand der BDA-Liste: 2025-06-30 Name: Personalwohnhaus und Kanzleigebäude der Wittgenstein'schen Forstverwaltung GstNr.: 147/1, 141/2              |
| ja    | Datei hochladen | Wohnhaus, ehem. Herrenhaus der Feilenfabrik Jakob Fischer von Ankorn HERIS-ID: 27779 Objekt-ID: 24322seit 2013         | Lilienfelder Straße 2 Standort KG: Innerfahrafeld | 1794 ließ Jakob Fischer dieses kastenförmige Herrenhaus mit Mansardenwalmdach errichten. Die siebenachsige barockisierende Front verfügt über einen dreiachsigen Mittelrisalit, der von Lisenen begrenzt und von einem Dreiecksgiebel bekrönt wird, in dessen Mitte sich eine Uhr befindet. Der gusseiserne Balkon über dem Eingangstor ruht auf zwei Säulen und ist durch eine Rundbogentür zugänglich. Die Längsseite des Gebäudes ist asymmetrisch zehnachsig. Im hinteren Teil steht in einer Nische eine Figur des hl. Florian aus dem frühen 19. Jahrhundert. | BDA-Hist.: Q37913624 Status: Bescheid Stand der BDA-Liste: 2025-06-30 Name: Wohnhaus, ehem. Herrenhaus der Feilenfabrik Jakob Fischer von Ankorn GstNr.: 360/2 Herrenhaus Innerfahrafeld |